# 乞伏熾磐
秦文昭王乞伏熾磐（？—428年），十六国时期西秦国君主，乞伏歸長子。
熾磐個性勇略過人，400年，西秦第一次亡國後，被送往南涼為人質。後秦弘始四年（402年）熾磐自南涼奔後秦與乾歸會合。熾磐於後秦期間，召集軍隊據地自立。弘始十一年（409年）乾歸逃回西秦舊地，再稱秦王，西秦復國，熾磐又被立為太子。西秦更始四年（412年）乾歸為侄乞伏公府所弒，熾磐擒殺公府，繼位，稱河南王，改元永康。永康三年（414年）滅南涼，復稱秦王，其後主要與北涼爭戰。建弘九年（428年）病死，諡文昭王，廟號太祖。其子乞伏暮末继位。

## 家庭

### 妻
- 秃发王后

### 妾
- 秃发左夫人
- 乞伏暮末之母（429年前后在世）

### 子女
- 乞伏暮末
- 乞伏元基
- 乞伏軻殊羅
- 乞伏成龍
- 平昌公主，乞伏暮末妹，嫁沮渠兴国
- 乞伏氏，嫁北魏侍中、太尉、陇西王源贺

## 延伸阅读
[在维基数据编辑]
 《晉書·卷125》，出自房玄齡《晉書》

| 前任： 父武元王乞伏歸 | 西秦君主 412年-428年 | 繼任： 二子乞伏暮末 |